# 西光院 (草加市)
西光院（さいこういん）は、埼玉県草加市にある真言宗智山派の寺院。

## 歴史
創建年代は不明であるが、明暦年間（1655年 - 1658年）に密蔵院住職が中興したと伝えていることから、江戸時代前期までには既に存在していたものと推測される。
かつては田圃の中にあった寺であったが、戦後の農地改革で田圃を失い宅地化、また寺の周辺を国道4号線や東京外環自動車道・国道298号線が通るようになったため、景観は激変してしまっている。

## 交通アクセス
- 新田駅より徒歩22分。